# Masia dels Arcs
La masia dels Arcs és un edifici del municipi de Sant Jaume dels Domenys (Baix Penedès), inclòs en l'Inventari del Patrimoni Arquitectònic de Catalunya.

## Descripció
La masia dels Arcs, situada a uns quants metres de les restes de l'aqüeducte romà, ha sofert nombroses modificacions al llarg dels segles. Actualment té un caire bastant modern, donat per les nombroses dependències que s'hi han construït. Malgrat això, l'edifici encara permet veure les seves parts més antigues. Així, trobem dins el baluard i a mà dreta una torre quadrangular on destaca una finestra amb ampit i marc de pedra, i al centre, un arc de mig punt amb dovelles de pedra que correspon a la porta d'accés. A l'interior ressalten les pintures sobre guix que decoren el sostre de l'antiga establia. Pels voltants de la masia trobem nombroses sitges i restes de parets romanes que segurament són la tanca de la bassa de recepció de l'aqüeducte, trossos de teules romanes, etc.

## Història
La finca dels Arcs era, en temps romans, el lloc on acabava l'aqüeducte, concretament a l'estany o bassa que tocava les parets de la vil·la romana (conegut avui dia com la Vinya de la Bassa). Amb tota certesa en aquest lloc hi havia una gran mansió o vil·la romana de repòs o d'explotació agrícola alhoraa, propietat d'algun cònsol o personalitat preeminent de la imperial Tàrraco. Amb el pas del temps la mansió romana es convertí en un mas medieval. D'aquest període són les restes que es troben a l'estable, concretament les pintures murals (un Sant Sopar i una crucifixió del segle xvi o XVII) esmentades per Joan Tarrada i Masanell i actualment amagades sota una capa de pintura. En època més recent el mas feudal es convertí en masia catalana, cosa que confirma la tesi de Joaquim de Camps i Arboix.